# Albert Guindet
Albert Guindet (* 1880; † 1973) war ein französischer Maler des Expressionismus.

## Leben und Wirken
Guindet, der aus Saintonge stammte, war mit Pierre Dubreuil um 1910 einziger Franzose in der Malschule von Henri Matisse, der Académie Matisse. In den 1920er-Jahren entzog er sich dem akademischen Stil in der Nachfolge Paul Cézannes. 1921 stellte Albert Guindet zusammen mit Berthold Mahn, Eugène Corneau, Jacques Blot und Jean Puy in der Pariser Galerie Eugene Blot aus. In dieser Zeit entstand ein Porträt von Marcel Proust. Werke Guindets wurden im Athener Nationalen Museum für Zeitgenössische Kunst und der Finnischen Nationalgalerie Helsinki ausgestellt.

## Werke (Auswahl)
- Café maure
- Abricotier en fleurs le chemin de Tozeur, Tunisie
- Clocher à travers les arbres (1914)